# Île Daomboui
L’île Daomboui est un îlot de Nouvelle-Calédonie situé entre l'île Yaba et la péninsule de Tiabet.